# Beni Zentis
Beni Zentis là một đô thị thuộc tỉnh Relizane, Algérie. Dân số thời điểm năm 2002 là 10.655 người.